# Euphorbia defoliata
Euphorbia defoliata är en törelväxtart som beskrevs av Ignatz Urban. Euphorbia defoliata ingår i släktet törlar, och familjen törelväxter. Inga underarter finns listade i Catalogue of Life.